# Polar Bear Express
Эта статья о канадском пассажирском поезде. О детской книге Криса Ван Альсбурга см. статью Polar Express (книга), о фильме по этой книге Полярный экспресс (фильм)

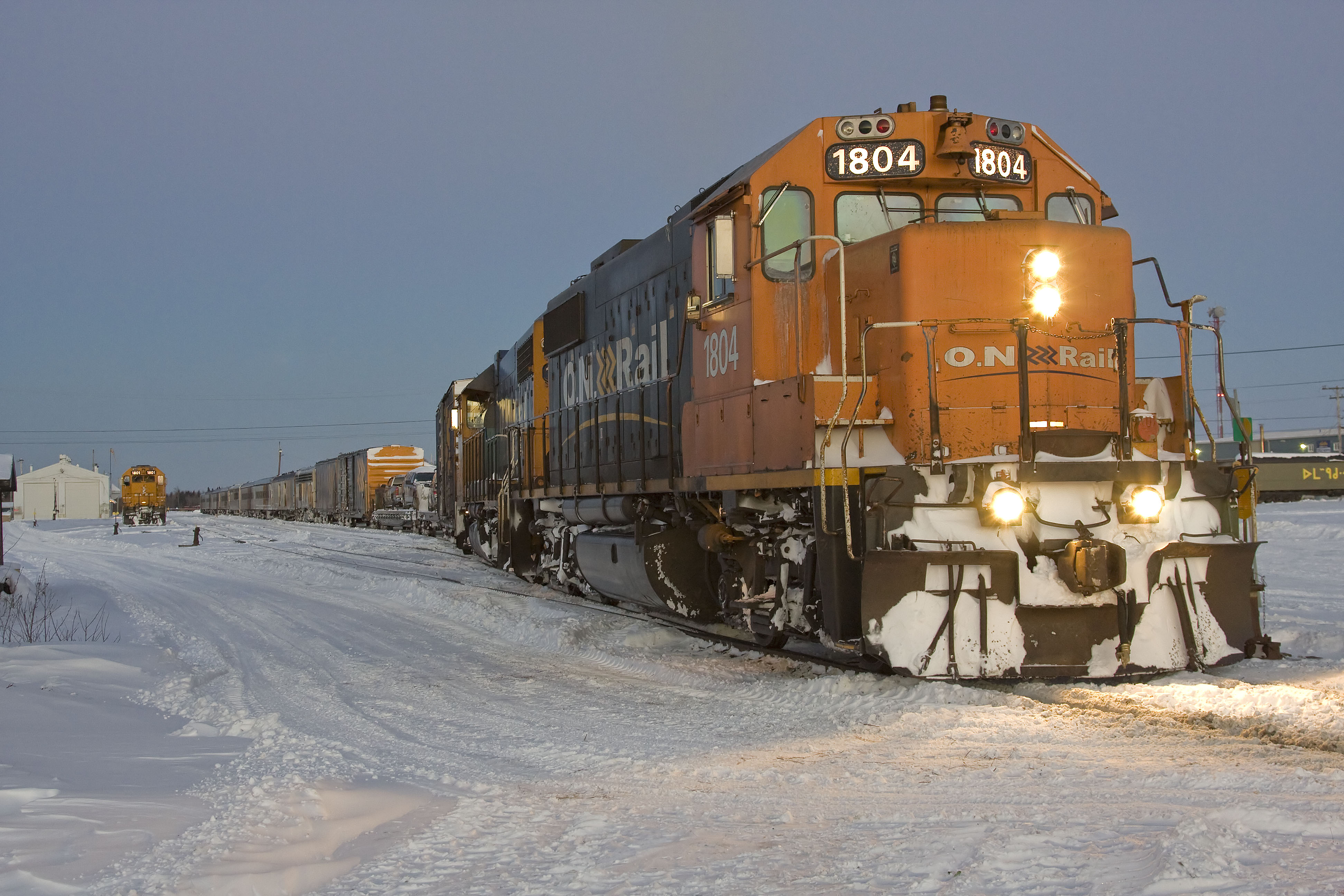
Тепловозы ведут Polar Bear Express

Polar Bear Express — канадский грузо-пассажирский поезд, эксплуатируемый железнодорожной компанией Ontario Northland Railway в Северном Онтарио.
Поезд эксплуатируется с 1964 года. Хотя создавался он как чисто пассажирский, сейчас в состав поезда включены вагоны для перевозки грузов, багажа, снегоходов, автомобилей.
Поезд курсирует круглогодично, 5 дней в неделю соединяя города Кокран (провинция Онтарио) и Мусони (Онтарио). В летнее время поезд дополнительно ходит в воскресенье.